# Maro Franić
Maro Franić (1977.), hrvatski automobilist. Član AK Dubrovnik Racing. Sin automobilista Željka Franića i brat automobilista Điva Franića. Bio je do konca 2018. godine državni prvak i tri puta doprvak, sve na kružnim stazama, a 2018. godine prvi je put postao prvak na brdskim stazama, što mu je uspjelo u grupi N. Ima i naslov prvaka u grupi E. On i brat Ivo pridonijeli su da im klub te godine bude klupski prvak na krugu i na brdu.